# Princip domina
Princip domina (v anglickém originále The Domino Principle, dalším českým názvem: Domino) je americký filmový thriller z roku 1977. Režisérem filmu je Stanley Kramer. Hlavní role ve filmu ztvárnili Gene Hackman, Candice Bergen, Mickey Rooney, Richard Widmark a Edward Albert.
Kramer ve svých pamětech napsal, že „by ho nepřekvapilo“, kdyby Hackman, Bergenová a Widmark „raději zůstali v anonymitě stejně jako spiklenci“ ve filmu, a dodal: „Pokud se nemýlím, je to pocit, který sdílím.“

## Děj
Roy Tucker (Gene Hackman) si odpykává trest v San Quentinu za vraždu prvního manžela své ženy. Seznámí se s Marvinem Taggem (Richard Widmark), který mu nabídne možnost uniknout a začít nový život, pokud pro něj na několik týdnů bude pracovat. Tucker je zpočátku nedůvěřivý, ale rozhodne se nabídku přijmout, aby se mohl znovu setkat s manželkou Ellie (Candice Bergmanová). Spiventa (Mickey Rooney), jeho spoluvězeň, varuje Tuckera, že ho organizace, která řídí zemi z pozadí, chce využít jako nájemného vraha.
Tucker a Spiventa uniknou z vězení, ale při setkání s agenty organizace je Spiventa okamžitě zabit. Tucker je převezen do San Francisca, kde se setká s generálem Tomem Reserem. Po nějaké době je převezen do Kostariky, kde se s Ellie usadí v domě a dostane bankovní účet. Po několika idylických dnech se vracejí do Los Angeles, kde Tucker zjistí, že má být nájemným vrahem a zabít politika. Když odmítne, organizace unesla jeho ženu, což ho donutí souhlasit.
Tucker splní úkol, ale při útěku je helikoptéra zasažena a pilot je zabit. Po střelbě na politický cíl a jeho únosu zadrží Pinea, ale zjistí, že organizace ho manipuluje již více než deset let. Po výslechu mu Tagge odhalí, že on a Spiventa jsou stále naživu a byli součástí organizace už od 60. let. Tucker si nakonec uvědomí, že jeho život je jen částí širšího spiknutí.
Po explozi Taggeho auta a smrti jeho ženy se Tucker rozhodne pomstít a zabije Spiventu a Pinea. Film končí, když Tucker, odhodlaný nekapitulovat, kráčí po pláži s puškou, aniž by věděl, že se nachází v hledáčku dalšího vraha.

## Obsazení
| Gene Hackman    | Roy Tucker   |
| Candice Bergen  | Ellie Tucker |
| Richard Widmark | Tagge        |
| Mickey Rooney   | Spiventa     |
| Edward Albert   | Pine         |
| Eli Wallach     | Reser        |
| Ken Swofford    | Ditcher      |
| Neva Patterson  | Gaddis       |